# Galaxy Science Fiction

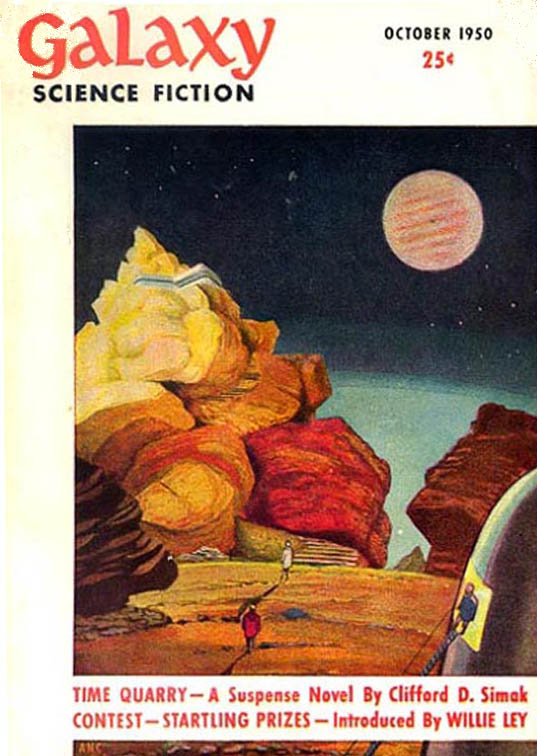
Copertina del primo numero di Galaxy, ottobre 1950, illustrata da David Stone. Il curatore editoriale degli esordi H. L. Gold non apprezzava le copertine delle altre riviste di fantascienza, che ritraevano eroi muscolosi e giovani donne seminude alle prese con mostri.

Galaxy Science Fiction è stata una rivista statunitense di fantascienza in formato digest pubblicata per un trentennio dal 1950 al 1980. Venne fondata da un'editrice italo-francese, la World Editions di Cino Del Duca, che stava cercando di penetrare nel mercato americano. La World Editions assunse come curatore editoriale H. L. Gold, che rese in poco tempo Galaxy la rivista fantascientifica leader dell'epoca, concentrandosi su storie dai temi sociali piuttosto che tecnologici.
Gold pubblicò diverse storie importanti durante la sua direzione, tra cui il romanzo breve Gli anni del rogo (The Fireman, 1951) di Ray Bradbury, poi espanso in Fahrenheit 451; Il terrore dalla sesta luna (The Puppet Masters, 1951) di Robert A. Heinlein; e L'uomo disintegrato (The Demolished Man, 1952) di Alfred Bester. Nel 1952 la rivista fu acquisita da Robert Guinn, il suo tipografo. Verso la fine del 1950 Frederik Pohl affiancò Gold in molti aspetti della produzione della rivista. Con il peggioramento della salute di Gold, Pohl fece le veci di curatore, subentrando ufficialmente alla fine del 1961, anche se svolgeva già da qualche tempo la maggior parte del lavoro legato alla produzione della rivista.
Sotto Pohl, Galaxy continuò il suo successo, pubblicando regolarmente narrativa di scrittori come Cordwainer Smith, Jack Vance, Harlan Ellison e Robert Silverberg. Pohl non vinse mai l'annuale premio Hugo per la sua gestione di Galaxy, vedendosi invece assegnati tre Hugo per la sua rivista sorella, If. Nel 1969 Guinn vendette Galaxy alla Universal Publishing and Distribution Corporation (UPD) e Pohl diede le dimissioni, venendo sostituito da Ejler Jakobsson. Sotto Jakobsson la rivista declinò in termini qualitativi; recuperò sotto James Baen, che fu assunto a metà 1974, ma quando egli si licenziò alla fine del 1977 il peggioramento riprese e si verificarono problemi finanziari: gli scrittori non erano pagati alle scadenze e la programmazione delle uscite divenne irregolare. Entro la fine del 1970 il periodo di tempo che intercorreva tra le uscite si allungò e la testata venne infine venduta all'editore della rivista Galileo, Vincent McCaffrey, che pubblicò un solo numero nel 1980. Seguì una breve rinascita come rivista semiprofessionale nel 1994 a cura dal figlio di H. L. Gold, E. J. Gold, durata otto numeri bimestrali.
Al suo apice, Galaxy ebbe una notevole influenza nel campo della fantascienza. Fu considerata una delle principali riviste di fantascienza quasi fin dagli inizi e la sua influenza non venne meno fino all'abbandono di Pohl nel 1969. Gold apportò alla fantascienza su rivista una "sofisticata sottigliezza intellettuale" secondo Pohl, il quale aggiunse che "dopo Galaxy era impossibile continuare a essere naïf". Lo storico della fantascienza David Kyle concorda, commentando che "di tutti i curatori dentro e fuori della scena postbellica, il più influente è stato al di là di ogni dubbio H. L. Gold". Kyle suggerisce che la nuova direzione impostata da Gold condusse "inevitabilmente" alla sperimentazione della New Wave, il movimento letterario che definì la fantascienza degli anni sessanta.

## Storia editoriale
La prima rivista di fantascienza, Amazing Stories, fece la sua comparsa nel 1926. Entro la fine del 1930, il genere stava fiorendo negli Stati Uniti, ma la seconda guerra mondiale e le conseguenti carenze di carta decretarono la scomparsa di diverse riviste. Alla fine del 1940 il mercato iniziò a recuperare: dal minimo di otto riviste attive negli Stati Uniti nel 1946, il settore si estese a 20 solo quattro anni più tardi. 
L'apparizione di Galaxy nel 1950 faceva parte di questo boom. Secondo lo storico e critico della fantascienza Mike Ashley, il suo successo fu il motivo principale di una successiva marea di nuove pubblicazioni: 22 altre riviste di fantascienza apparvero dal 1954, quando il mercato declinò nuovamente come effetto collaterale delle udienze al Senato degli Stati Uniti riguardanti la connessione ipotizzata tra fumetti e delinquenza minorile

### Origini e anni cinquanta
| | gen  | feb   | mar  | apr  | mag  | giu  | lug  | ago  | set  | ott  | nov  | dic  |
| --- | ---- | ----- | ---- | ---- | ---- | ---- | ---- | ---- | ---- | ---- | ---- | ---- |
| 1950 |      |       |      |      |      |      |      |      |      | 1/1  | 1/2  | 1/3  |
| 1951 | 1/4  | 1/5   | 1/6  | 2/1  | 2/2  | 2/3  | 2/4  | 2/5  | 2/6  | 3/1  | 3/2  | 3/3  |
| 1952 | 3/4  | 3/5   | 3/6  | 4/1  | 4/2  | 4/3  | 4/4  | 4/5  | 4/6  | 5/1  | 5/2  | 5/3  |
| 1953 | 5/4  | 5/5   | 5/6  | 6/1  | 6/2  | 6/3  | 6/4  | 6/5  | 6/6  | 7/1  | 7/2  | 7/3  |
| 1954 | 7/5  | 7/5-A | 7/6  | 8/1  | 8/2  | 8/3  | 8/4  | 8/5  | 8/6  | 9/1  | 9/2  | 9/3  |
| 1955 | 9/4  | 9/5   | 9/6  | 10/1 | 10/2 | 10/3 | 10/4 | 10/5 | 10/6 | 11/1 | 11/2 |      |
| 1956 | 11/3 | 11/4  | 11/5 | 11/6 | 12/1 | 12/2 | 12/3 | 12/4 | 12/5 | 12/6 | 13/1 | 13/2 |
| 1957 | 13/3 | 13/4  | 13/5 | 13/6 | 14/1 | 14/2 | 14/3 | 14/4 | 14/5 | 14/6 | 15/1 | 15/2 |
| 1958 | 15/3 | 15/4  | 15/5 | 15/6 | 16/1 | 16/2 | 16/3 | 16/4 | 16/5 | 16/6 | 17/1 | 17/2 |
| 1959 |      | 17/3  |      | 17/4 |      | 17/5 |      | 17/6 |      | 18/1 |      | 18/2 |
| Uscite di Galaxy dal 1950 al 1959, con i numeri di volume/numero. H. L. Gold fu il curatore per tutti gli anni cinquanta. |      |       |      |      |      |      |      |      |      |      |      |      |

H. L. Gold, primo curatore di Galaxy, aveva lavorato per Standard Magazines nei primi anni quaranta come vice curatore, leggendo per Standard tre pulp di fantascienza: Startling Stories, Thrilling Wonder e Captain Future. Con l'avvento della guerra, Gold abbandonò l'editoria per andare sotto le armi, ma alla fine del 1949 fu avvicinato da Vera Cerutti, che aveva un tempo lavorato per lui. Cerutti stava ora lavorando per una casa editrice italo-francese, la Éditions Mondiales Del Duca fondata da Cino Del Duca, che aveva aperto una succursale a New York col nome World Editions. Inizialmente Cerutti chiese a Gold una guida su come produrre una rivista, che egli fornì. World Editions subì pesanti perdite con Fascination, il suo primo tentativo di lanciare una rivista americana, così Vera Cerutti tornò da Gold per ottenere suggerimenti su nuove testate. Gold conosceva The Magazine of Fantasy and Science Fiction, una rivista in formato digest lanciata nell'autunno del 1949, ma sentiva che c'era ancora spazio nel mercato per un'altra rivista seria di fantascienza. Inviò un prospetto alla World Editions che comprendeva una proposta per una collana di romanzi paperback di fantascienza, nonché un periodico, e propose di pagare tre centesimi a parola, un compenso incredibilmente alto, dato che la maggior parte delle riviste concorrenti pagavano solo un centesimo a parola. La World Editions fu d'accordo, assumendo Gold come curatore editoriale e pubblicando il primo numero nell'ottobre del 1950. La collana di romanzi in seguito apparve come Galaxy Science Fiction Novels.

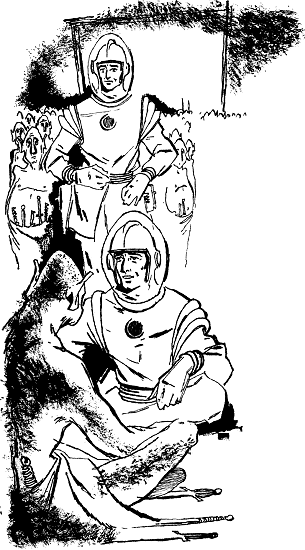
Illustrazione di Scattergood per il racconto Warrior Race di Robert Sheckley, Galaxy Science Fiction novembre 1952.

Gold propose inizialmente due titoli per la rivista, If e Galaxy. Il direttore artistico di Gold, Washington Irving van der Poel, compose vari layout di prova e Gold invitò centinaia di scrittori, curatori, artisti e appassionati a visionarli e votare il loro preferito; il voto fu espresso con forza per Galaxy come titolo. Per il primo numero, Gold ottenne racconti da diversi autori ben noti, tra cui Isaac Asimov, Fritz Leiber e Theodore Sturgeon, così come la prima parte di Time Quarry di Clifford D. Simak (poi pubblicato in volume come Oltre l'invisibile). Insieme a un saggio di Gold, il primo numero introdusse una rubrica di recensioni letterarie dell'antologista Groff Conklin, che apparve fino al 1955, e una rubrica scientifica di Willy Ley. Gold cercò di applicare tecniche di stampa di alta qualità, anche se la qualità della carta disponibile era insufficiente per rendere visibili tutti i benefici.
Mentre "le nuove riviste - e molte delle vecchie - stanno morendo di cirrosi letteraria, La causa? Avvelenamento da narrativa deteriorata", affermò Gold, Galaxy divenne redditizia entro cinque uscite; un'"incredibile" realizzazione, nelle sue parole. Lo scoppio della guerra di Corea condusse alla scarsità di carta - Gold scrisse in un editoriale del 1951 che "l'acquisto di carta in questi giorni è come essere aggrediti in una strada buia" — ciò costrinse la rivista a trovare un nuovo tipografo, Robert M. Guinn. La nuova carta era di qualità ancora più bassa, una delusione per Gold. Quell'estate, dissidi interni alla World Editions condussero a tentativi di interrompere la distribuzione di Galaxy. Secondo Gold, il direttore della distribuzione e il capo dell'ufficio americano avevano accumulato molti numeri, invece di distribuirli, e fatto in modo che quelli che avevano distribuito andassero in zone degli Stati Uniti, come il Sud, dove c'era poco o nessun pubblico per la rivista. Il capo della succursale francese della World Editions giunse negli Stati Uniti per scoprire quale fosse il problema e raccomandò che la rivista fosse venduta ai due americani per 3.000 dollari, un prezzo molto basso. Cercarono di assoldare Gold, ma lui contattò l'ufficio italiano, che respinse la vendita e infine accettò di vendere Galaxy al tipografo, Robert M. Guinn. Fu solo dopo che la vendita fu completata che il sabotaggio della distribuzione venne alla luce; la World Editions voleva riacquistare la rivista, ma Guinn propose un prezzo quattro volte più alto di quanto aveva pagato. Nelle parole di Gold, "egli, Guinn, sapeva quello che stava comprando, mentre World Editions non sapeva cosa stesse vendendo".
La nuova società di Guinn fu chiamata Galaxy Publishing Corporation e subentrò a partire dal numero di ottobre 1951. Gold rimase come curatore editoriale, perdendo però l'assistenza del personale della World Editions, basandosi invece sull'aiuto offerto da Jerome Bixby, Algis Budrys, Theodore Sturgeon e dalla moglie di Gold, Evelyn Paige. Lo scrittore di fantascienza Frederik Pohl, in seguito attivo come agente letterario, fu utile anche per mettere in collegamento gli scrittori con Gold.
Entro la fine del 1950 il boom delle riviste di fantascienza era finito e la diffusione relativamente scarsa delle riviste non attirava i favori dei distributori, degli intermediari che trasportavano le riviste dagli editori alle edicole e ad altri punti vendita. Gold cambiò il titolo da Galaxy Science Fiction a Galaxy Magazine con il numero di settembre 1958, commentando che il termine fantascienza "spaventa molte persone allontanandole dal comprare". La diffusione di Galaxy, di circa 90.000 copie, era la più alta delle riviste di fantascienza, ma Guinn decise di tagliare i costi: nel 1959 aumentò il prezzo di copertina e pianificò di cambiare la cadenza della rivista a bimestrale, aumentando il numero di pagine. Guinn tagliò anche le tariffe pagate agli autori da tre (e, occasionalmente, quattro) centesimi a parola a 1,5 centesimi a parola. Queste modifiche fecero risparmiare a Galaxy oltre 12.000 dollari all'anno. Il risultato fu un calo della diffusione a circa 80.000 copie entro due anni, ma ciò era sostenibile a causa dei risparmi di bilancio.
Nel suo editoriale del dicembre 1958, Gold descrisse i cambiamenti come risultanti in "una nuova rivista" con "una volta e mezzo più [pagine rispetto alla concorrenza di 35¢] per solo 15¢ più". Spiegò il programma bimestrale come necessario per mantenere la "qualità di Galaxy":

### Anni sessanta
| | gen  | feb  | mar  | apr  | mag  | giu  | lug  | ago   | set   | ott   | nov   | dic  |
| --- | ---- | ---- | ---- | ---- | ---- | ---- | ---- | ----- | ----- | ----- | ----- | ---- |
| 1960 |      | 18/3 |      | 18/4 |      | 18/5 |      | 18/6  |       | 19/1  |       | 19/2 |
| 1961 |      | 19/3 |      | 19/4 |      | 19/5 |      | 19/6  |       | 20/1  |       | 20/2 |
| 1962 |      | 20/3 |      | 20/4 |      | 20/5 |      | 20/6  |       | 21/1  |       | 21/2 |
| 1963 |      | 21/3 |      | 21/4 |      | 21/5 |      | 21/6  |       | 22/1  |       | 22/2 |
| 1964 |      | 22/3 |      | 22/4 |      | 22/5 |      | 22/6  |       | 23/1  |       | 23/2 |
| 1965 |      | 23/3 |      | 23/4 |      | 23/5 |      | 23/6  |       | 24/1  |       | 24/2 |
| 1966 |      | 24/3 |      | 24/4 |      | 24/5 |      | 24/6  |       | 25/1  |       | 25/2 |
| 1967 |      | 25/3 |      | 25/4 |      | 25/5 |      | 25/6  |       | 26/1  |       | 26/2 |
| 1968 |      | 26/3 |      | 26/4 |      | 26/5 | 26/6 | 27/1  | 27/2  | 27/3  | 27/4  | 27/5 |
| 1969 | 27/6 | 28/1 | 28/2 | 28/3 | 28/4 |      | 28/5 | 128/6 | 129/1 | 129/2 | 129/3 | 29/4 |
| Uscite di Galaxy dal 1960 al 1969, con indicazioni di volume/numero. I colori indicano i diversi curatori della rivista che si sono succeduti nel periodo: H. L. Gold (fino al 1961), Frederik Pohl (fino al 1969) e quindi Ejler Jakobsson. Notare che la numerazione dei volumi alla fine del 1969, apparentemente errata, è in realtà corretta. |      |      |      |      |      |      |      |       |       |       |       |      |

Guinn acquistò If, un'altra rivista di fantascienza, nel 1959, affidandola a Gold perché la curasse come faceva con Galaxy. Il numero di luglio 1959 di If fu il primo con la conduzione di Gold. Lo spostamento di Galaxy a una cadenza bimestrale era stato pensato per contribuire a ridurre il carico di lavoro di Gold, il quale non godeva di buona salute; era in grado di curare If anche perché le due riviste venivano pubblicate a mesi alterni. Verso la fine del 1950 Frederik Pohl cominciò ad aiutare Gold, prima di tanto in tanto, poi al punto di eseguire tutte le mansioni editoriali, tra cui la scrittura degli editoriali e dei trafiletti e lavorare con la tipografia. Gold, che era agorafobico, stava in quel momento facendo sforzi per lasciare il suo appartamento, ma nel 1960 rimase gravemente ferito in un incidente in taxi e si dimostrò incapace di continuare la cura editoriale. Pohl subentrò a un certo punto nei primi mesi del 1961, anche se non fu elencato nella testata come redattore fino al numero di dicembre 1961.
Pohl tentò di persuadere Guinn a raddoppiare i livelli retributivi di 1,5 centesimi a parola al livello dei precedenti tre. Guinn rifiutò, ma Pohl fu in grado di trovare abbastanza materiale che si potesse acquistare a un basso compenso per consentire loro di offrire ad alcuni autori tre centesimi a parola. La strategia ebbe successo nel migliorare la diffusione, così Guinn infine acconsentì all'aumento della retribuzione.
Pohl si sforzò anche di convincere Guinn e Sol Cohen, che Guinn aveva assunto per aiutare con le mansioni editoriali, di passare sia Galaxy sia If a una cadenza mensile. Alla fine del 1962 trovarono un accordo, ma presto cambiarono idea e decisero piuttosto di fondare una terza rivista di fantascienza, Worlds of Tomorrow, che venne lanciata nell'aprile 1963 e durò fino alla metà del 1967 (venendo brevemente ripresa nel 1970-71). Alla fine del 1967 fu provata un'altra rivista sorella, Science Fiction International, ma durò solo due uscite; presentava storie tradotte da altre lingue e le vendite erano molto deboli. Infine, nel 1968, Guinn lanciò Worlds of Fantasy, a cura inizialmente di Lester del Rey, curatore amministrativo di Galaxy; ne uscirono solo quattro numeri. A metà del 1968, Galaxy vide restaurata la sua cadenza mensile.

### Anni settanta e successivi
Nel 1969 Guinn vendette Galaxy alla Universal Publishing and Distribution Corporation (UPD). Pohl era a Rio de Janeiro al World Science Fiction Symposium quando la vendita si verificò; sentì poi la notizia quando ritornò alla sede di Galaxy e nel giro di pochi giorni decise di dimettersi. Il suo nome rimase sulla testata come "redattore emerito" - una carica inventata per trattenere Pohl dal trasferirsi in una delle altre riviste di fantascienza - e tornò alla propria carriera di scrittore. Il suo posto venne assunto da Ejler Jakobsson, che lavorava all'epoca nel reparto libri della UPD. Lester del Rey rimase come redattore delle rubriche e Judy-Lynn Benjamin assunse il suo ruolo di direttore editoriale. Jack Gaughan divenne direttore artistico.
La diffusione di Galaxy, mantenutasi relativamente stabile alla metà degli anni 1960, era compresa tra 73.000 e 78.000 copie, ma l'acquisizione della UPD coincise con una sua precipitosa flessione: da 75.300 per l'esercizio chiuso a ottobre 1968, la distribuzione scese a 51.479 copie solo un anno dopo. Le difficoltà con la distribuzione incisero anche sui profitti, così Arnold Abramson, proprietario di UPD, decise di ridurre i costi e massimizzare i profitti. Galaxy divenne bimestrale nell'agosto 1970, terminando un periodo di due anni di programmazione mensile (anche se un paio di mesi erano saltati). Il numero di pagine, che era stato tagliato da 196 a 160 quando UPD l'aveva comprata, era di nuovo aumentato e il prezzo venne portato da 60 a 75 centesimi. Venne inoltre inaugurata una edizione britannica nel maggio 1972, pubblicata da Tandem Books, che era di proprietà di UPD. L'effetto complessivo di tutti questi cambiamenti fu un sostanziale incremento della redditività. La diffusione nel 1972 venne anche aumentata di circa 6.000 copie, benché sia possibile che questo fosse dovuto esclusivamente alla nuova edizione britannica.
| | gen  | feb  | mar  | apr  | mag  | giu   | lug  | ago  | set   | ott   | nov   | dic   |
| --- | ---- | ---- | ---- | ---- | ---- | ----- | ---- | ---- | ----- | ----- | ----- | ----- |
| 1970 |      | 29/5 | 29/6 | 30/1 | 30/2 | 30/3  | 30/4 | 30/5 |       | 30/6  |       | 31/1  |
| 1971 | 31/2 | 31/3 | 31/4 | 31/5 | 31/6 |       | 32/1 |      | 32/2  |       | 32/3  |       |
| 1972 | 32/4 |      | 32/5 |      | 32/6 |       | 33/1 |      | 33/2  |       | 33/3  |       |
| 1973 | 33/4 |      | 33/5 |      | 33/6 |       | 34/7 |      | 34/8  | 34/1  | 34/2  | 34/3  |
| 1974 | 34/4 | 34/5 | 34/6 | 34/7 | 35/5 | 35/6  | 35/7 | 35/8 | 35/9  | 35/10 | 35/11 | 35/12 |
| 1975 | 36/1 | 36/2 | 36/3 | 36/4 |      | 36/5  | 36/6 | 36/7 | 36/8  | 36/9  |       |       |
| 1976 | 37/1 | 37/2 | 37/3 |      | 37/4 |       | 37/5 |      | 37/6  | 37/7  | 37/8  | 37/9  |
| 1977 |      |      | 38/1 | 38/2 | 38/3 | 38/4  | 38/5 | 38/6 | 38/7  | 38/8  | 38/9  | 39/1  |
| 1978 |      | 39/2 | 39/3 | 39/4 | 39/5 | 39/6  |      |      | 39/7  |       | 39/8  |       |
| 1979 |      |      | 39/9 |      |      | 39/10 |      |      | 39/11 |       |       |       |
| 1980 |      |      |      |      |      |       | 40/1 |      |       |       |       |       |
| |      |      |      |      |      |       |      |      |       |       |       |       |
| 1994 | 1/1  |      | 1/2  |      | 1/3  |       | 1/4  |      | 1/5   |       | 1/6   |       |
| 1995 | 2/1  |      | 2/2  |      |      |       |      |      |       |       |       |       |
| Uscite di Galaxy dal 1970 all'ultimo numero, compreso il revival nel 1994-95, con i numeri di volume/numero; l'apparente errore a luglio e settembre 1973 e la numerazione dispari del volume 35 corrispondono alla realtà. I curatori, in sequenza, furono Ejler Jakobsson, James Baen, J.J. Pierce, Hank Stine, Floyd Kemske ed E.J. Gold. |      |      |      |      |      |       |      |      |       |       |       |       |

La UPD iniziò a sperimentare difficoltà finanziarie all'inizio degli anni settanta e quando Judy-Lynn del Rey (all'anagrafe Judy-Lynn Benjamin) se ne andò nel maggio 1973 per lavorare alla Ballantine Books, il carico di lavoro di Jakobsson s'ingrandì enormemente. Si dimise meno di un anno dopo, citando il superlavoro e altri motivi, e fu sostituito da James Baen, che assunse la direzione nel giugno 1974 dopo che Pohl aveva rifiutato il posto. Baen assunse altresì la direzione di If, tuttavia l'aumento dei costi della carta forzò la chiusura di If alla fine del 1974 e la testata venne fusa con Galaxy. Quest'ultima era tornata mensile nel settembre 1973, ma rientrò in tale cadenza con difficoltà, perdendo almeno un paio di uscite ogni anno tranne il 1974. Baen riuscì ad aumentare di nuovo la diffusione, portandola da 47.789 copie quando venne assunto a 81.035 quando si licenziò. La rivista era redditizia per la UPD, ma la pressione finanziaria sull'azienda capogruppo esigette il suo pedaggio e Baen se ne andò alla fine del 1977 a lavorare per Ace Books: il numero di ottobre fu l'ultimo da lui curato.
Baen fu sostituito da John J. Pierce, ma la situazione peggiorò soltanto. Pierce si dimise entro un anno: l'azienda era in crescente debito e il suo assistente d'ufficio ricorda che l'ufficio sembrava condotto in modo inefficiente, anche se commentò che Pierce "chiaramente amava quello che faceva e sapeva quello di cui stava parlando". Il rimpiazzo di Pierce fu Hank Stine, che subentrò alla fine del 1978, ma a causa dell'uscita irregolare di Galaxy l'ultimo numero di Pierce fu quello di marzo-aprile 1979. Stine riuscì a produrre solo altri due numeri, quelli di giugno-luglio 1979 e settembre-ottobre 1979, prima che i problemi finanziari della UPD segnassero la fine. I diritti della testata furono trasferiti a una nuova società, Galaxy Magazine, Inc., di proprietà di Vincent McCaffrey, titolare di Avenue Victor Hugo, un negozio di libri di seconda mano di Boston; la UPD mantenne una quota del dieci per cento, al fine di percepire un reddito da vendite future per pagare i propri debiti. Stine aveva composto altri due numeri, ma nessuno di essi fu mai pubblicato; McCaffrey, che aveva anche lanciato una rivista indipendente, Galileo, ebbe problemi di liquidità che gli impedirono di distribuire la rivista come aveva pianificato. Un ulteriore numero apparve infine per McCaffrey, nel luglio del 1980, in grande formato; venne curato da Floyd Kemske. Il numero seguente, destinato ad essere quello di ottobre 1980, venne composto ma mai distribuito.
Gli ultimi anni di vita di Galaxy furono segnati da problemi di mancato pagamento dei collaboratori. John Varley, per esempio, ha riferito che stava ancora aspettando dei soldi per le sue storie cinque anni dopo la loro pubblicazione. I contributi di scrittori famosi vennero meno e la mancanza di sostegno finanziario dalla UPD fece sì che il compenso fosse un poco attraente centesimo a parola. La rivista dovette dibattersi con maggiori costi postali, maggiori costi della carta e la continua concorrenza del mercato delle edizioni economiche di fantascienza. Tali problemi non furono risolti con la vendita a McCaffrey, che non aveva neanche i soldi per pagare l'affrancatura per la distribuzione, con la conseguenza che non tutti gli abbonati di Galaxy ricevettero una copia dell'ultimo numero. Frederik Pohl addebita la colpa della scomparsa di Galaxy ad Arnie Abramson, che - afferma Pohl - "semplicemente non svolse i compiti basilari di un editore": pagare gli autori, assicurarsi che gli abbonati ricevessero le copie e assolvere ad altri impegni.
Nel 1994 la rivista riapparve per breve tempo come pubblicazione semiprofessionale, sotto la direzione di E. J. Gold, figlio di H. L. Gold. E. J. Gold produsse otto edizioni con regolare cadenza bimestrale, a partire dal numero di gennaio-febbraio 1994 fino a quello di marzo-aprile 1995.

## Contenuti e accoglienza

### Primi anni
Gold intendeva che Galaxy pubblicasse storie di qualità letteraria sufficiente ad attirare i lettori delle riviste patinate, così come quelli che giungevano alla rivista già familiarizzati con il genere fantascientifico. La sua linea editoriale era più ampia di quella di John W. Campbell, il direttore della rivista leader nel settore, Astounding Science Fiction: Gold era interessato alla sociologia, alla psicologia e ad altre scienze "morbide" ed era anche disposto a pubblicare racconti umoristici e satirici. Gold riuscì a convincere l'editore a fargli offrire da 3 a 4 centesimi a parola, il che superava le tariffe più elevate retribuite nel settore all'epoca. Oltre che per le tariffe elevate, Galaxy era un mercato interessante per gli scrittori perché Gold acquistava solo i diritti di prima pubblicazione su rivista, a differenza delle altre importanti riviste. Galaxy venne rapidamente affermandosi come una delle tre principali riviste di fantascienza, insieme ad Astounding di Campbell e The Magazine of Fantasy and Science Fiction (normalmente abbreviata in F&SF). Campbell era stato enormemente influente nel corso del decennio precedente, ma l'aspetto di Galaxy e di F&SF, lanciata appena un anno prima, segnò la fine del suo dominio sul genere.

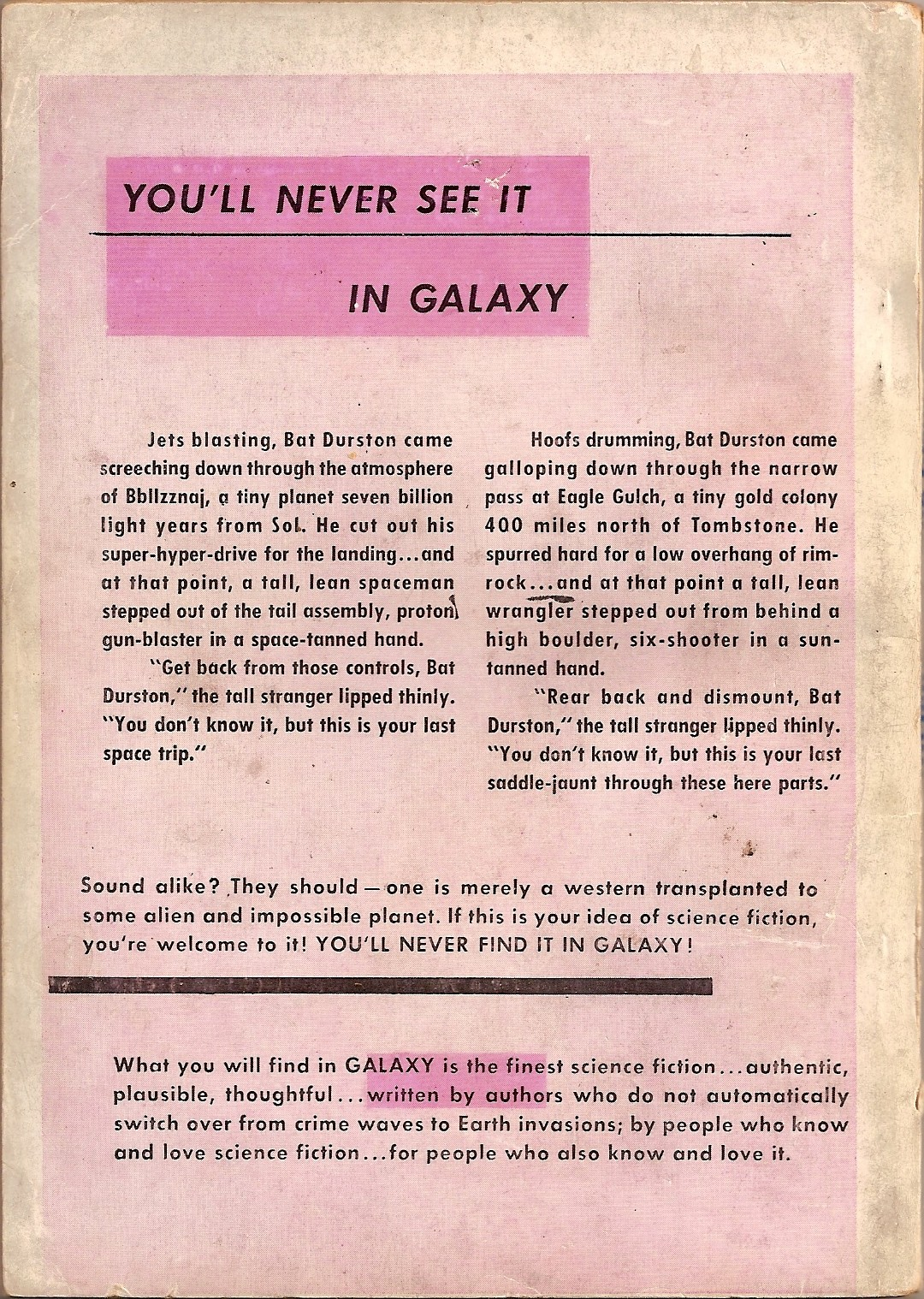
Retro copertina del primo numero col famoso annuncio "NON LO TROVERAI MAI SU GALAXY!" (ottobre 1950)

Gold credeva che "la fantascienza dovesse presentare sviluppi possibili sulla base di tendenze o andamenti attuali, per rispondere in termini drammatici alla domanda inespressa: 'Che cosa accadrebbe se...?'" Una pubblicità della rivista nel primo numero paragonava un racconto di fantascienza e un western. Dopo avere mostrato che il racconto di fantascienza utilizzava la stessa trama del western semplicemente "trapiantata su qualche pianeta alieno e impossibile", l'annuncio dichiarava: "NON LO TROVERAI MAI SU GALAXY!", promettendo "la più bella fantascienza... autentica, plausibile, riflessiva... scritta da autori che non passano automaticamente dalle ondate del crimine alle invasioni della Terra". La pubblicità richiamò molta attenzione, anche se James Blish commentò che Galaxy non fece sempre a meno di stampare il tipo di narrativa che parodiava.
Gold detestava l'uso delle altre riviste di copertine con ciò che ha descritto come "aggraziate femmine endomorfe con reggiseni bronzei, battaglieri maschi mesomorfi rivestiti di muscoli e spaventosi mostri alieni in cerca di un pasto umano". La copertina del primo numero, opera di David Stone, rappresentava una scena di Time Quarry di Clifford D. Simak. L'immagine era muta, in contrasto con l'arte sensazionale tipicamente presente sulle copertine dei pulp di fantascienza; l'intenzione era che Galaxy avrebbe dovuto sembrare una rivista di fantascienza, ma una "che non eri in imbarazzo a tenere", secondo le parole di Mike Ashley. L'illustrazione grafica all'inizio era in genere insignificante, anche se la divertente copertina di Ed Emshwiller per il numero di giugno 1951, la sua prima vendita professionale come artista, fu un segno positivo. "Emsh", come era noto ai lettori di fantascienza, divenne ben presto un collaboratore regolare. I processi di produzione relativamente costosi su cui Gold aveva insistito consentirono illustrazioni più sofisticate all'interno, che potevano essere integrate con i caratteri tipografici in modi impossibili con la meno costosa stampa a rilievo.
Gold sperava di stampare storie che erano superiori a ciò che descrisse come "scaglie di forfora letteraria" riguardo a "macchine pensanti che impazziscono quando gli viene chiesto di risolvere il problema della sopravvivenza dell'uomo... individui arguti privi di senso dell'umorismo, pattugliatori dello spazio dal piglio duro, eroine ninfomani che sono pure come la neve" che Galaxy generalmente riceveva. La guerra e il disastro apocalittico erano temi particolarmente comuni; Gold riferì che "Oltre il 90% delle storie sottoposte ronzavano attorno [al soggetto] ... Se non fossero state così noiose, sarebbe stato divertente vedere le nostre transitorie rivalità politiche trasportate nei futuri più remoti. Disse ai potenziali scrittori: "Per salvare il loro tempo e il nostro, ecco un elenco parziale di idee sovrautilizzate che dovrebbero essere strenuamente evitate":
Dischi volanti, guardie e ladri o cowboy e indiani nello spazio, il duello tra il buono e il cattivo soli su un asteroide, la rivelazione illuminante che i personaggi di cui abbiamo letto sono Adamo ed Eva o Gesù, la creazione di un universo in miniatura in laboratorio da parte di uno scienziato il cui nome risulta essere un anagramma di Geova, l'alieno che si nutre della forza vitale nelle Ande il cui menù è composto esclusivamente da belle vergini.»
"Non c'è giorno senza posta" con tali proposte a Galaxy, scrisse Gold, ma talvolta arrivava "una scoperta" come il racconto Uovo d'angelo (Angel's Egg) di Edgar Pangborn; Gold consigliò altri autori: "Perché non darsi da fare e vedere le tendenze positive così come quelle sconvolgenti?" e "chi ha detto che scrivere è facile?" Scrisse nel dodicesimo numero che la rivista aveva pubblicato oltre 750.000 parole in circa 60 storie, scelte da 3.000 opere sottoposte per un totale di oltre 25 milioni di parole, e che oltre la metà delle storie avrebbe potuto comparire in antologie. Riferì che la diffusione era aumentata del 5% a ogni numero e affermò che "in base alle migliori informazioni disponibili, GALAXY ha tante storie che le vengono sottoposte quanto tutte le altre riviste di fantascienza!"

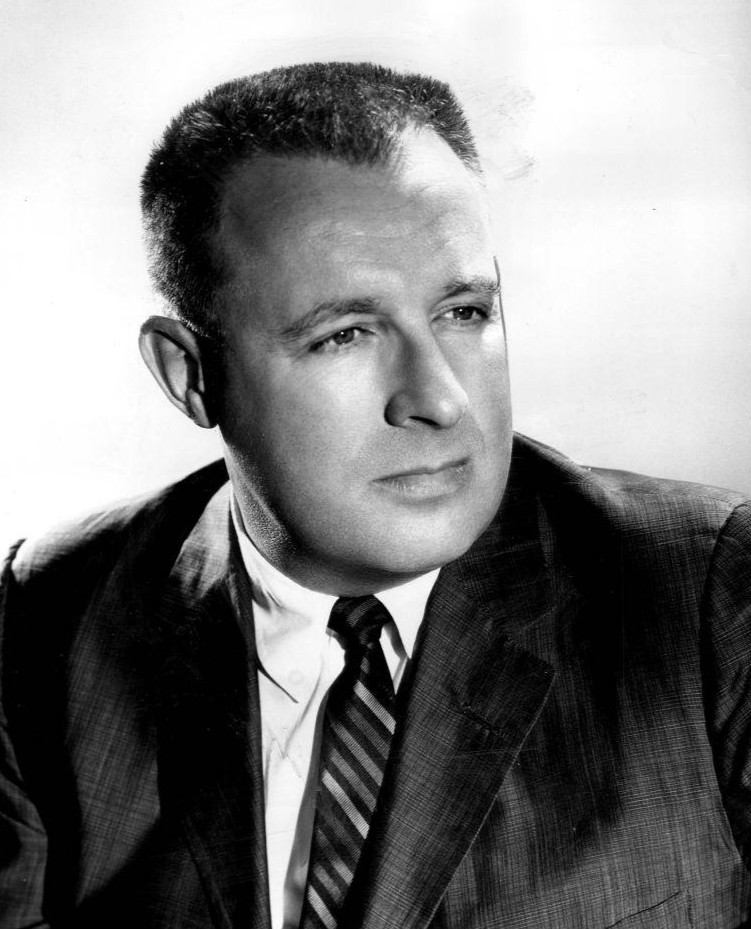
Ray Bradbury nel 1959, autore de Gli anni del rogo (The Fireman, febbraio 1951), poi espanso in Fahrenheit 451 (1953).

Nel primo numero, Gold chiese il parere dei lettori su ciò che avrebbe dovuto essere compreso nelle riviste: lettere, editoriali, recensioni librarie o altre rubriche. La risposta fu contraria a una rubrica di lettere, ma i lettori volevano editoriali e brevi recensioni librarie con raccomandazioni che li aiutassero a identificare i libri da acquistare, al contrario di critiche approfondite. Gold era anche preoccupato del fatto che delle aspre recensioni critiche avrebbero spaventato i nuovi scrittori che altrimenti avrebbero potuto presentare le loro opere. Groff Conklin iniziò una rubrica di recensioni librarie, intitolata "Galaxy's Five Star Shelf" ("Lo scaffale a cinque stelle di Galaxy"), nel primo numero; fu assegnata a Floyd Gale col numero di novembre 1955; Gale era in realtà il fratello di Gold, con un cognome leggermente modificato. Il numero inaugurale comprendeva anche un concorso per i lettori per spiegare gli UFO in meno di 200 parole, il primo di molti concorsi che Gold avrebbe indetto.
I primi sei numeri contenevano storie di autori famosi, tra cui alcune che hanno guadagnato grande apprezzamento come Prossimamente (Coming Attraction) di Fritz Leiber, Servire l'uomo (To Serve Man) di Damon Knight e Gli anni del rogo (The Fireman) di Ray Bradbury, poi espanso in Fahrenheit 451. Gold, tuttavia, riteneva che questi primi temi fossero esplorativi e parte del materiale proveniente dai grandi nomi era chiaramente una produzione minore. Con il suo secondo volume, a partire da aprile 1951 Galaxy raggiunse una qualità elevata e costante, con una storia destinata ad avere una reputazione duratura praticamente in ogni numero, tra cui Gli idioti in marcia (The Marching Morons) di C. M. Kornbluth, Oltre la follia (Beyond Bedlam) di Wyman Guin e Il terrore dalla sesta luna (The Puppet Masters) di Robert A. Heinlein, la cui pubblicazione a puntate si sovrappose ai volumi 2 e 3.
I pareri preliminari dei lettori erano contrari ai romanzi a puntate, ma qui Gold non seguì il loro parere, così Galaxy è ricordato per alcune serie di grande successo. Un'antologia contemporanea di racconti di fantascienza, The Best Science Fiction Stories: 1951 di E. F. Bleiler e T. E. Dikty, commentava in un editoriale che il lavoro di Gold "riuscirà a collocare la fantascienza su un piano di uguaglianza con qualsiasi altro campo della letteratura moderna". Con una diffusione di oltre 100.000 copie nel suo secondo anno, Galaxy sorpassò Astounding.

### Metà e fine degli anni cinquanta
Gold mantenne alti gli standard di Galaxy per buona parte degli anni cinquanta. L'uomo disintegrato (The Demolished Man) di Alfred Bester - secondo il critico Peter Nicholls "tra i pochi veri classici del genere fantascientifico" - fu pubblicato a puntate nei primi mesi del 1952. Seguì pochi mesi dopo I mercanti dello spazio (The Space Merchants) di Pohl e Kornbluth, pubblicato a puntate come Gravy Planet; Brian Aldiss, nel suo studio critico sul genere Un miliardo di anni (Trillion Year Spree, 1973), lo chiama "uno dei più famosi libri di fantascienza". Sempre del 1952 sono i racconti Surface Tension di James Blish e Baby ha tre anni (Baby is Three) di Theodore Sturgeon, entrambi largamente acclamati. I lettori avevano espresso il loro sostegno per gli articoli di tema scientifico, così nel marzo del 1952 Willy Ley, che aveva contribuito con saggi occasionali fin dal primo numero, diede inizio a una rubrica, "For Your Information", in cui rispondeva alle domande dei lettori sulla scienza. La rubrica, pubblicata ininterrottamente fino alla morte di Ley nel 1969, fu descritta da Frederik Pohl come "la più popolare che Galaxy abbia mai avuto". I Premi Hugo furono inaugurati l'anno seguente: L'uomo disintegrato vinse il primo Hugo al miglior romanzo e Galaxy condivise il primo Hugo per la migliore rivista professionale con Astounding.
Benché Gold pubblicasse una vasta gamma di materiale, Galaxy divenne nota in particolare per l'ironia e la satira; nella rivista apparvero regolarmente le opere di autori in grado di adottare lo stile ironico che prediligeva, come Damon Knight e Robert Sheckley. Nel 1953, con il maccartismo al suo apice, Gold rifiutò di pubblicare La liberazione della Terra (The Liberation of Earth), un racconto di William Tenn che satireggiava ambedue i fronti sovietico e statunitense nella guerra di Corea. Tenn riferisce che a Gold, un ex radicale, l'idea aveva causato i "sudori freddi", anche se l'anno prima aveva pubblicato Maledetti marziani (The Martian Way) di Isaac Asimov, un racconto velatamente anti-McCarthy.
L. Sprague de Camp commentà che Gold "stabilisce un elevatissimo standard di eccellenza letteraria per i suoi scrittori" e ha osservato che spesso egli richiedeva più revisioni e riscritture. Gold era anche tristemente famoso per apportare modifiche radicali alle storie che pubblicava. Negli incontri e nelle telefonate egli divenne ben noto come un curatore editoriale difficile, la cui determinazione per raggiungere la perfezione a volte gli alienava i suoi scrittori. Non era per nulla dispiaciuto nel dichiarare: "Ho lavorato sodo con gli scrittori e non si sono sempre divertiti". I risultati erano spesso molto positivi: si dice che alcune storie di successo abbiano avuto inizio con un'idea che egli forniva a uno dei suoi autori. Nel caso de L'uomo disintegrato, il suo coinvolgimento fu esteso quasi al punto di diventare una collaborazione. Gold era agorafobico e raramente lasciava il suo appartamento, ma gli scrittori spesso gli facevano visita e teneva regolarmente feste e partite di poker settimanali; oltre ai membri della comunità fantascientifica, fu spesso frequentato dal compositore d'avanguardia John Cage.
Nel marzo 1953 Gold annunciò un concorso letterario per romanzi inediti, ma senza riuscire a ottenere alcuna opera che fosse utilizzabile. Egli chiese a Pohl e Kornbluth se fossero disposti a permettergli di stampare Gladiatore in legge (Gladiator-at-Law), che avevano appena completato, sotto uno pseudonimo in modo da poter sostenere che il concorso aveva trovato un nuovo talento. Essi rifiutarono, ma poco dopo Pohl e Lester del Rey decisero di lasciare che Gold prendesse il loro romanzo recentemente completato Rischio di vita (Preferred Risk) e lo pubblicasse come il vincitore, sotto lo pseudonimo di Edson McCann. Pohl e del Rey costruirono una falsa identità per McCann, ma la notizia trapelò e Gold non indisse mai più un altro concorso letterario. Nel luglio 1953 lanciò una rivista sorella, Beyond Fantasy Fiction, dedicata al fantasy, genere che la politica editoriale di Galaxy non prediligeva; Beyond durò dieci numeri bimestrali, l'ultimo dei quali uscì nel gennaio 1955. Dopo il suo fallimento, Gold aprì maggiormente Galaxy al fantastico, pubblicando scrittori come Cordwainer Smith.
La serie radiofonica della ABC Tales of Tomorrow, derivata nel 1951 dalla serie televisiva omonima, utilizzava storie tratte da Galaxy: tale collegamento veniva annunciato all'inizio di ognuno dei suoi quindici episodi. Il 24 aprile 1955 un'altra serie radiofonica, X Minus One della NBC, iniziò un ciclo molto più lungo di 125 episodi, terminato nel gennaio 1958; dal febbraio 1956 in poi le sceneggiature erano esclusivamente adattamenti di storie tratte da Galaxy e la rivista stessa, a partire dal numero di aprile 1956, pubblicizzò la serie, con opere di Pohl, Sturgeon e Philip K. Dick.
Nel corso degli anni cinquanta gli scrittori che pubblicavano su Galaxy dominavano abitualmente le finali dei premi Hugo, tuttavia né la rivista né le storie che pubblicava vinsero molti premi, nonostante quello che gli storici della fantascienza Marshall Tymn e Mike Ashley descrivono come la sua "meritata reputazione di eccellenza". Dopo diversi anni che era tagliata fuori dai premi Hugo, Galaxy pubblicò nel 1958 due opere che ottennero il riconoscimento: il romanzo breve Il grande tempo (The Big Time) di Fritz Leiber e il racconto Tutte le ostriche dei mari (Or All the Seas with Oysters) di Avram Davidson.

### Anni sessanta

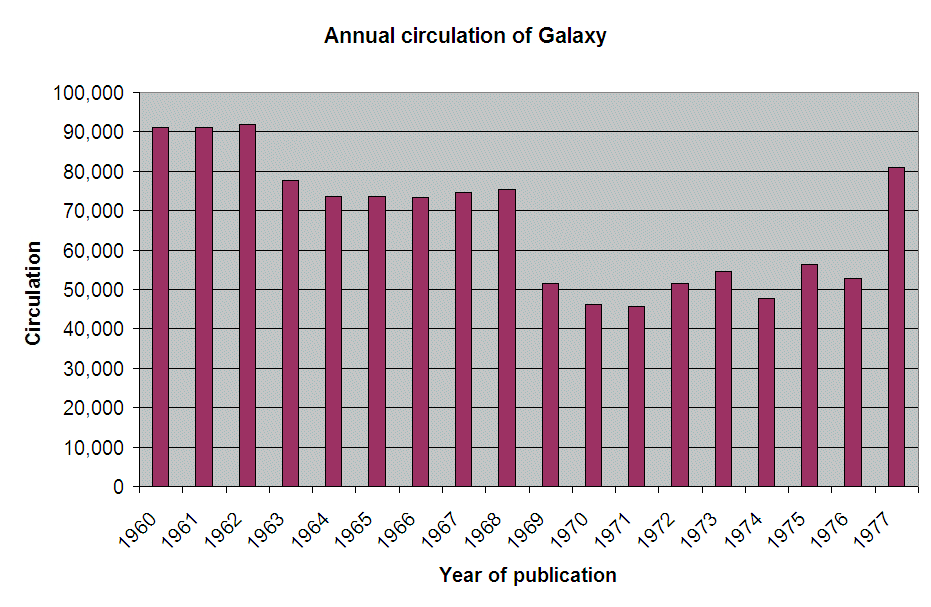
Diffusione annuale della rivista dal 1960 al 1977

Quando Pohl venne assunto come curatore editoriale nel 1961 ampliò la portata della rivista, inserendovi più materiale fantastico. Tra i collaboratori regolari nel 1960 vi erano Jack Vance, Larry Niven, Frank Herbert, Robert Silverberg e Cordwainer Smith. Le storie di Galaxy di quest'epoca che vinsero premi sono I signori dei draghi (The Dragon Masters) e L'ultimo castello (The Last Castle) di Vance; La casa dalle finestre nere (Way Station) di Clifford D. Simak, pubblicato a puntate come Here Gather the Stars; «Pentiti Arlecchino!» disse l'uomo del tic-tac ("Repent, Harlequin!" Said the Ticktockman) e La bestia che gridava amore al cuore del mondo (The Beast That Shouted Love at the Heart of the World) di Harlan Ellison; e Ali della notte (Nightwings) di Silverberg. Pohl non riuscì mai a vincere un Premio Hugo come curatore editoriale di Galaxy, pur avendolo vinto per tre volte consecutive dal 1966 al 1968 come curatore editoriale di If, la rivista sorella di Galaxy e, in teoria, la minore delle due pubblicazioni.

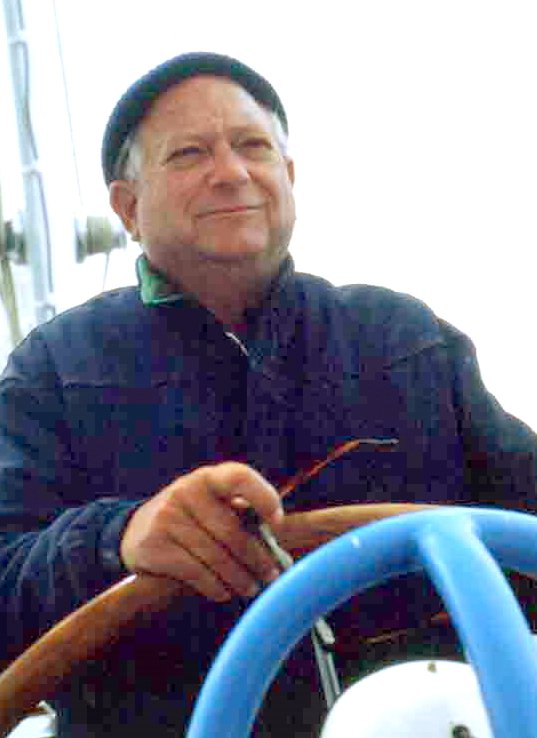
Jack Vance (anni ottanta)

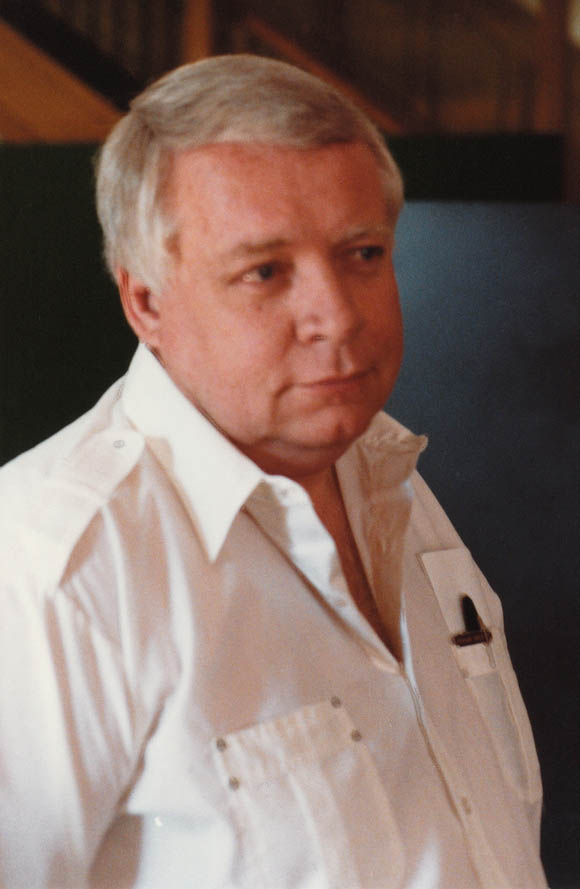
Algis Budrys

La qualità della narrativa in Galaxy era peggiorata verso la fine della curatela di Gold: Pohl lavorò duramente per ripristinare gli elevati standard della rivista. La difficile personalità editoriale di Gold aveva allontanato alcuni dei suoi collaboratori ma Pohl, che aveva lavorato come agente letterario negli anni cinquanta, era una figura centrale nella comunità fantascientifica e fu in grado di attirare contributi provenienti da famosi scrittori del suo tempo. A una di queste star offrì un accordo commerciale insolito: Robert Silverberg poteva scrivere quello che voleva e Pohl promise che lo avrebbe invariabilmente acquistato. Silverberg, che era stato un produttore di elevati volumi di competente, ma non notevole fantascienza, iniziò di conseguenza a scrivere opere più ambiziose, gran parte delle quali vennero pubblicate su Galaxy durante tutti gli anni sessanta.
Nel febbraio 1965, Pohl introdusse Algis Budrys come recensore letterario, dopo un anno in cui non era apparsa alcuna rubrica di recensioni. Le penetranti recensioni di Budrys attirarono molte lodi, tanto che il curatore David Hartwell lo ha classificato come uno dei migliori critici fantascientifici della sua generazione.
La differenza tra l'approccio di Pohl e quello di Gold risiedeva apparentemente negli editoriali che Pohl scriveva, che erano informali, divertenti e radicati nella sua profonda familiarità col genere. Con Pohl al timone, Galaxy tornò a rivolgersi all'appassionato ben informato, allontanandosi dal mercato mainstream a cui Gold aveva mirato.

### Anni settanta
Il mandato di Ejler Jakobsson iniziò pubblicando una grande quantità di storie arretrate che Pohl aveva acquistato, ma entro un anno o due divennero evidenti alcune modifiche sostanziali. Nei primi anni settanta Jakobsson tentò di aggiornare l'immagine di Galaxy, ad esempio aggiungendovi un fumetto, Sunpot di Vaughn Bodé. Theodore Sturgeon prese il posto di Budrys come titolare delle recensioni letterarie nel gennaio 1972 e tenne l'incarico fino alla metà del 1975. Jakobsson non riuscì a conferire a Galaxy un nuovo carattere distintivo: Sunpot durò solo quattro numeri, le recensioni di Sturgeon erano mediocri e molti dei nuovi autori da lui pubblicati erano, secondo le parole di Mike Ashley, "misericordiosamente sconosciuti fino ad allora". La qualità della carta e della stampa a loro volta peggiorarono e le prime illustrazioni di copertina erano molto brutte. Jakobsson all'inizio pubblicò gli editoriali scritti da ospiti piuttosto che scriverne di suo pugno e quando prese in mano la pagina dell'editoriale la sua opera risultava insignificante. Egli riuscì tuttavia ad attirare alcuni dei nuovi scrittori che stavano per raggiungere una larga fama sulla scena fantascientifica, tra cui George R. R. Martin, Joe Haldeman e Joanna Russ. Tre romanzi pubblicati nella rivista di Jakobsson vinsero dei premi: Neanche gli dei (The Gods Themselves) di Isaac Asimov e Incontro con Rama (Rendezvous with Rama) di Arthur C. Clarke vinsero ognuno sia il premio Hugo sia il Nebula, rispettivamente nel 1972 e 1973, mentre Il tempo delle metamorfosi (A Time of Changes) di Robert Silverberg vinse il Nebula nel 1971. Il racconto Scultura lenta (Slow Sculpture) di Sturgeon vinse entrambi i premi nella sua categoria nel 1970.
Alla fine del 1971 venne aggiunta una rubrica di lettere: per la prima volta Galaxy pubblicava le lettere inviate dai lettori. Il redattore scientifico di lungo corso Willy Ley, morto nel 1969, venne rimpiazzato da Donald Menzel, sostituito a sua volta da Jerry Pournelle nell'aprile 1974.
James Baen, il successore di Jakobsson, fu in grado di pubblicare narrativa di elevata qualità, incluso materiale di Roger Zelazny, John Varley, Larry Niven e Pohl, il cui romanzo La porta dell'infinito (Gateway, 1976) vinse sia l'Hugo sia il Nebula. Baen elevò in modo sostanziale il livello della rivista e Ashley si riferisce alla sua curatela come all'"estate indiana"' di Galaxy. Sotto la direzione di Baen il recensore letterario fu Spider Robinson, che vinse un premio Locus nel 1977 principalmente per il suo lavoro in Galaxy. Baen pubblicò inoltre una serie di saggi di autori che trattavano della propria opera. A parte La porta dell'infinito, Baen pubblicò solo un'altra storia premiata: il racconto La vigilia della rivoluzione (The Day Before the Revolution) di Ursula K. Le Guin, nell'agosto 1974, che vinse un premio Nebula.
Pierce, Stine e Kemske, i successori di Baen, furono in grado di mantenere il suo standard. Pohl rimase fedele alla rivista, ma la pubblicazione a puntate del suo romanzo Jem è indicativo dei crescenti problemi che doveva affrontare Galaxy: grazie alle date di uscita sempre più irregolari della rivista, la pubblicazione a puntate si prolungò dall'ultimo numero del 1978 fino al 1980, quando ormai il romanzo era stato pubblicato da tempo in formato libro. Nel novembre 1977 Paul Walker rilevò la rubrica letteraria da Spider Robinson, mentre Jerry Pournelle lasciò la rubrica scientifica alla fine del 1978. La qualità grafica scese a livelli amatoriali e nonostante l'apparenza di alcuni racconti e romanzi di successo, come ad esempio Kesrith (The Faded Sun: Kesrith) di C. J. Cherryh, la qualità complessiva fu drasticamente peggiore di quanto non fosse stata sotto Baen. Il peggioramento di Galaxy era dovuto in gran parte ai problemi finanziari dell'editore Arnold Abramson, che ridusse la tariffa pagata agli autori (in un periodo di alta inflazione) a un penny a parola. Persino il pagamento di un compenso così basso non era garantito in modo tempestivo, tanto che molti scrittori si fermarono a causa della reputazione che Galaxy si era fatta di pagare lentamente o di non pagare affatto. I costi erano in aumento per carta, spese postali e produzione, mentre il mercato delle antologie tascabili era in piena espansione, aggiungendosi alla competizione che Galaxy stava affrontando. L'unico numero curato da Floyd Kemske non raggiunse mai la distribuzione in edicola, condannato dai problemi finanziari dell'editore della rivista Vincent McCaffrey.

### Impaginazione e illustrazione
Galaxy aveva un caratteristico stile di copertina negli anni 1950 con una "L" bianca di forma invertita che incornicia la copertina in alto e a sinistra; tale stile fu copiato da diverse altre riviste, tra cui Authentic Science Fiction e Startling Stories. Quando Astounding seguì l'esempio alla fine del 1951, Gold commentò sarcasticamente in un editoriale che Galaxy "vorrebbe sapere quando possiamo averlo [il formato] indietro". La prima variazione giunse col numero di settembre 1956, che ampliò la fascia sinistra di bianco per lasciare spazio per i titoli delle storie e i nomi degli autori. Il numero di dicembre 1961 fu il primo a eliminare la striscia a sinistra e fino a luglio 1969 la rivista variò tra questa disposizione, la "L" rovesciata, e una versione completamente senza bianco, usata per la prima volta nel numero di agosto 1965. Un altro cambiamento che si può vedere in tale numero è l'inversione del colore del titolo, in lettere bianche su fondo rosso; questo venne usato da agosto 1963 a dicembre 1965. Nell'agosto 1969 il titolo venne ampliato per riempire la larghezza della rivista; questo numero presentava nuovamente la "L" bianca invertita, ma fu l'ultimo con questa caratteristica fino a 1980. Dopo agosto 1969 le illustrazioni coprivano l'intera copertina, anche se con alcune variazioni minori di composizione, come si può vedere nel numero di ottobre 1976. Poi, nel settembre 1978 (non datato sulla copertina, ma numerato vol. 39 n. 7) il carattere originale per la scritta "Galaxy" fu abbandonato per gli ultimi pochi numeri. L'ultimo numero, a cura di Kemske, tornò al layout e al carattere precedenti, anche se con una rivista di dimensioni doppie rispetto all'originale formato digest. Quando E. J. Gold resuscitò la rivista nel 1994 ripristinò la "L" rovesciata, utilizzando uno stile prevalentemente in bianco e nero per gli otto numeri da lui pubblicati.
Tra gli artisti di rilievo che contribuirono regolarmente a Galaxy vi furono Ed Emshwiller, che vinse numerosi premi Hugo per il suo lavoro, il candidato all'Hugo Wallace Wood e Jack Gaughan, che vinse tre Hugo alla fine degli anni sessanta, in parte per il suo lavoro in Galaxy. A Gaughan fu commissionato da Pohl di fornire la copertina e le illustrazioni interne per I signori dei draghi di Jack Vance nel 1962; le illustrazioni prodotte resero immediatamente famoso Gaughan nel campo della fantascienza. Negli anni cinquanta e sessanta Galaxy tratteneva le illustrazioni originali inviate dai suoi artisti, anche se Emshwiller - che aveva pubblicato sulla rivista gran parte delle sue opere migliori a colori - fu in grado di negoziare un'eccezione a tale regola, conservando le illustrazioni per i suoi portfolio. Nel 1972 gran parte di queste opere d'arte, sia le illustrazioni interne sia quelle di copertina, fu venduta da Robert Guinn, che aveva tenuto tale materiale quando aveva venduto Galaxy alla UPD nel 1969.

### Influenza nel campo
Lo storico e critico della fantascienza Mike Ashley considera il successo di Galaxy il motivo principale del successivo boom delle riviste di fantascienza, commentando che "ha rivoluzionato il campo durante la notte". Sotto la direzione di Gold, Galaxy fornì un mercato per le storie di fantascienza basate sulle scienze sociali che non sarebbero state accettate dalle altre riviste importanti, Astounding e Fantasy & Science Fiction. Pohl considera Galaxy il luogo dove "le straordinarie nuove tipologie di fantascienza... fiorirono, e cambiò tutto nella fantascienza". Secondo la sua opinione, l'innovazione di Gold fu chiedere agli scrittori di considerare non solo la nuova tecnologia, ma il conseguente impatto di tale tecnologia sulla società. Aggiunge che "Ciò che Galaxy apportò alla rivista di fantascienza era un tipo di sottigliezza intellettuale. ... Dopo Galaxy era impossibile continuare a essere naïf." L'autore di fantascienza Brian Stableford afferma che Galaxy usurpò rapidamente la posizione di Astounding come "pioniere del progresso della fantascienza hard" perché abbracciava e perseguiva gioiosamente una nuova serie di sfide all'ortodossia morale." Isaac Asimov, nelle sue memorie, ricorda di essere rimasto profondamente colpito dal primo numero, aggiungendo che molti appassionati, tra cui egli stesso, sentivano che Galaxy sarebbe diventato il leader del settore quasi immediatamente. Nella valutazione del critico John Clute, Galaxy infatti soppiantò rapidamente Astounding e rimase la rivista leader nel settore fino a quando Pohl si dimise come curatore nel 1969.
Lo storico della fantascienza David Kyle ascrive l'influenza di Galaxy specificamente a Gold, affermando che "di tutti i curatori dentro e fuori la scena postbellica, il più influente al di là di ogni dubbio fu H. L. Gold" e che la nuova direzione da lui impostata condusse, "inevitabilmente", alla New Wave, il celebrato movimento letterario della fantascienza degli anni sessanta. La valutazione di Kyle fa eco allo scrittore Barry Malzberg, che definisce Gold "forse il più grande curatore editoriale nella storia in tutti i settori per la prima metà del suo mandato". Lo scrittore e storico della fantascienza Brian Aldiss e David Wingrove riassumono la storia di Galaxy dicendo che rimase per "trent'anni principalmente gloriosi": "ha portato alla luce del sole una serie di eccellenti autori satirici, comici e ironici" e, attraverso l'influenza della sua ridotta concentrazione sulla tecnologia, ha svolto un ruolo importante nell'attirare le donne a scrivere fantascienza.

## Dettagli editoriali

### Curatori editoriali
La lista seguente e i grafici seguenti, seguono il colophon (tamburello) della rivista. A causa della precaria salute di Gold, Pohl fece tuttavia le funzioni di curatore per qualche tempo prima di assumere ufficialmente tale ruolo alla fine del 1961.
- H. L. Gold (ottobre 1950 – ottobre 1961)
- Frederik Pohl (dicembre 1961 – maggio 1969)
- Ejler Jakobsson (luglio 1969 – maggio 1974)
- James Baen (giugno 1974 – ottobre 1977)
- John J. Pierce (novembre 1977 – marzo–aprile 1979)
- Hank Stine (giugno–luglio 1979 – settembre–ottobre 1979)
- Floyd Kemske (estate 1980)

### Edizioni estere

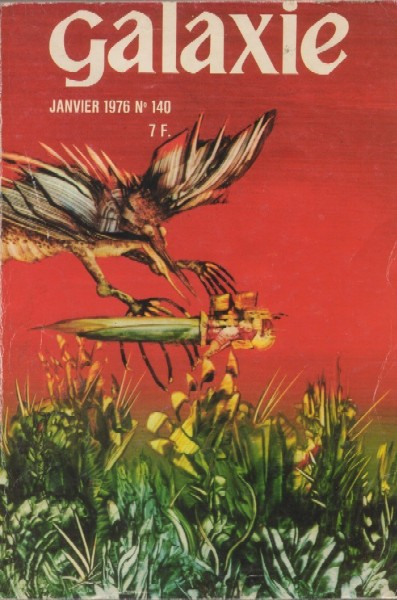
Copertina di Galaxie (n. 140 del 1976), la seconda delle due edizioni in francese che ebbe Galaxy. Illustrazione di Philippe Legendre-Kvater.

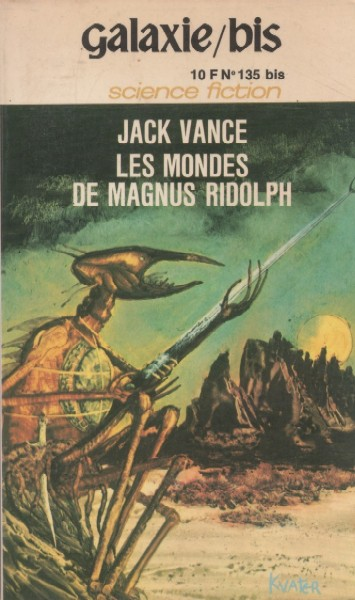
Copertina di un numero bis della rivista francese Galaxie (n. 135 bis, 1975). Illustrazione di Philippe Legendre-Kvater.

Galaxy ebbe molteplici edizioni estere. Questo in parte perché la sua casa editrice originale, Éditions Mondiales Del Duca, aveva sede in Europa (precisamente in Francia), cosa di cui Gold aveva intenzione di trarre vantaggio quando la rivista venne lanciata. Tra le edizioni oltreoceano vi furono:
- Argentina. due riviste, Más Allá (giugno 1953 – giugno 1957) e Geminis (luglio 1965 – agosto 1965), ripubblicavano storie primariamente da Galaxy, benché pubblicassero anche del materiale originale e ripubblicassero alcune storie da altre fonti.
- Finlandia. Aikamme tieteislukemisto (agosto 1958 – dicembre 1958) fu un'edizione finlandese di Galaxy, curata da Mary A. Wuorio e pubblicata da Viikkosanomat Oy, per quattro o cinque numeri a seconda delle fonti.[N 18]
- Francia. Vi furono due diverse edizioni separate di Galaxy, sempre intitolate Galaxie, precedute da una omonima collana di libri del 1951 per le stesse Éditions Mondiales Del Duca di cui uscirono solo due volumi.[115] La prima edizione francese della rivista uscì da novembre 1953 ad aprile 1959 (per un totale di 65 numeri), pubblicata dalle Editions OPTA, Parigi. I primi 11 numeri furono curati da Irina Orloff, i successivi 16 da Jacqueline Boissy e i rimanenti da Jeannine Courtillet. Le storie erano malamente tradotte e stampate in forma accorciata. Le scarse vendite condussero alla cancellazione di questa edizione. La seconda edizione uscì per 158 numeri, da maggio 1964 ad agosto–settembre 1977, sempre per i tipi delle Editions OPTA. Il curatore fu Alain Dorémieux per i primi 67 numeri e Michel Demuth per i successivi. Questa edizione, che conteneva storie francesi così come materiale tradotto da Galaxy, riscosse molto più successo e per un certo periodo superò nelle vendite Fiction, la rivista leader di fantascienza in Francia. Dal novembre 1974 furono inseriti più autori francesi, ma le pubblicazioni cessarono tre anni dopo quando le vendite calarono.
- Germania. Vi furono quindici uscite di una edizione tedesca, intitolata Galaxis, da marzo 1958 a maggio 1959 edita da Moewig Verlag di Monaco. Il curatore fu Lothar Heinecke. Quattordici tascabili intitolati Galaxy vennero pubblicati tra il 1965 e il 1970, editi da Heyne Verlag di Monaco. Il curatore fu Walter Ernsting, con Thomas Schlück come vice per gli ultimi cinque numeri. I contenuti erano tratti dall'edizione statunitense.
- Gran Bretagna. Vennero prodotte numerose edizioni britanniche di Galaxy.[116] Dal 1953 al 1962 la Strato Publications fece uscire 94 numeri. I primi erano contrassegnati "vol. 3" dal n. 1 n. 12; con la tredicesima uscita l'indicazione del volume si perse. Fino al n. 72 (febbraio 1959) erano versioni accorciate dell'edizione statunitense, con una o più storie tagliate.[N 19] Dal n.72 la Strato ristampò integralmente i numeri USA con un differente titolo di pagina e dal n. 80 l'edizione USA fu utilizzata con una variante di copertina. Nel 1967 venne pubblicata da Gold Star Publications un'altra edizione britannica, con cinque numeri bimestrali, identici all'edizione USA di sei mesi precedente. Le uscite in Gran Bretagna erano datate da gennaio–febbraio 1967 fino a settembre–ottobre 1967; i numeri corrispondenti USA erano giugno, agosto, ottobre e dicembre 1966, e febbraio 1967. Universal-Tandem Publishing Co Ltd pubblicò 25 numeri di Galaxy nel Regno Unito; i numeri originali USA erano da maggio–giugno 1972 a gennaio 1975. Ebbero una diversa copertina per l'edizione britannica.[N 20]
- Italia. Un'edizione italiana della rivista, intitolata sempre Galaxy, venne pubblicata da giugno 1958 a maggio 1964; ebbe 70 numeri mensili stampati in formato pocket, con due uscite contenenti dei numeri doppi, per cui l'ultima uscita riporta il numero 72. Venne pubblicata dalla Editrice Due Mondi di Milano per i primi dieci numeri;[118] i rimanenti 62 furono pubblicati dalla Casa Editrice La Tribuna di Piacenza.[119] I direttori responsabili furono Riccardo Valente (dal 1958 al 1960), R. Sgroi (1960-1961) e Luigi Vitali (1961-1964), sotto il quale la rivista fu curata da Roberta Rambelli (n.40–72). La rivista pubblicava anche alcune storie di autori italiani. Le sue pubblicazioni cessarono nel 1964, non per i problemi di scarsità di vendite, ma perché la rivista statunitense aveva senza preavviso ceduto i diritti di pubblicazione per l'Italia alla casa editrice Mondadori, che già in precedenza, nel 1952-1953, aveva utilizzato molto materiale tratto da Galaxy Science Fiction per la propria rivista di breve durata Urania. La rivista Galaxy italiana prima di cessare diede anche origine nel 1961 a una storica collana parallela di romanzi, Galassia (la cui grafica richiamava inizialmente l'originale Galaxy statunitense), pubblicata per 18 anni fino al 1979.
- Norvegia. La rivista norvegese Tempo-Magasinet, edita da Greens Forlag, pubblicava le traduzioni della fantascienza statunitense, perlopiù da Galaxy. Sopravvisse per cinque numeri, da novembre 1953 a marzo 1954, e venne curata da Arne Ernst.
- Paesi Bassi. Cinque numeri, col titolo Galaxis, furono pubblicati da ottobre 1966 a febbraio 1967, da Vector di Dordrecht. Il curatore era Theo Kemp. Le traduzioni erano di scarsa qualità.
- Svezia. Un'edizione svedese, dal titolo Galaxy, venne pubblicata da settembre 1958 a giugno 1960 (19 uscite); il nome dell'editore è sconosciuto, benché sia noto per essere la stessa azienda che pubblicava l'edizione svedese della rivista Mad. L'edizione, che comprendeva alcune storie originali finlandesi, fu curata da Henrik Rabe.

### Altri dettagli bibliografici
La tavola seguente mostra quali numeri furono pubblicati da quali editori.
| date                                 | editore                           |
| ------------------------------------ | --------------------------------- |
| ottobre 1950 – settembre 1951        | World Editions, Inc., New York    |
| ottobre 1951 – maggio 1969           | Galaxy Publishing Corp., New York |
| luglio 1969 – marzo 1977             | UPD Corp., New York               |
| maggio 1977 – settembre–ottobre 1979 | UPD, Scarsdale, New York          |
| estate 1980                          | Avenue Victor Hugo, Boston        |

La testata cambiò numerose volte e fu spesso incoerente tra copertina, dorso, indici e colophon (tamburello).
| Mese inizio        | Mese fine                  | Copertina                       | Dorso                  | Indici                            | Colophon                        | Numero di uscite |
| ------------------ | -------------------------- | ------------------------------- | ---------------------- | --------------------------------- | ------------------------------- | ---------------- |
| ottobre 1950       | agosto 1958                | Galaxy Science Fiction          | Galaxy Science Fiction | Galaxy Science Fiction            | Galaxy Science Fiction          | 94               |
| settembre 1958     | ottobre 1962               | Galaxy Magazine                 | Galaxy Magazine        | Galaxy Magazine                   | Galaxy Magazine                 | 27               |
| dicembre 1962      | dicembre 1965              | Galaxy                          | Galaxy                 | Galaxy Magazine                   | Galaxy Magazine                 | 19               |
| febbraio 1966      | settembre 1968             | Galaxy                          | Galaxy                 | Galaxy Magazine                   | Galaxy Magazine                 | 18               |
| ottobre 1968       | ottobre 1969               | Galaxy Science Fiction Magazine | Galaxy                 | Galaxy Magazine                   | Galaxy Magazine                 | 12               |
| novembre 1969      | gennaio 1972               | Galaxy Science Fiction Magazine | Galaxy                 | Galaxy Magazine                   | Galaxy Science Fiction Magazine | 20               |
| marzo 1972         | marzo 1972                 | Galaxy Magazine                 | Galaxy                 | Galaxy Magazine                   | Galaxy Science Fiction Magazine | 1                |
| maggio-giugno 1972 | gennaio 1973               | Galaxy Magazine                 | Galaxy Science Fiction | Galaxy Magazine                   | Galaxy Science Fiction          | 5                |
| marzo-aprile 1973  | marzo-aprile 1973          | Galaxy                          | Galaxy                 | Galaxy Magazine                   | Galaxy Science Fiction Magazine | 1                |
| maggio-giugno 1973 | novembre 1973              | Galaxy                          | Galaxy                 | Galaxy                            | Galaxy Science Fiction          | 5                |
| dicembre 1973      | dicembre 1973              | Galaxy Science Fiction          | Galaxy                 | Galaxy                            | Galaxy Science Fiction Magazine | 1                |
| gennaio 1974       | gennaio 1975               | Galaxy                          | Galaxy                 | Galaxy                            | Galaxy Science Fiction Magazine | 13               |
| febbraio 1975      | gennaio 1976               | Galaxy                          | Galaxy                 | Galaxy Incorporating Worlds of If | Galaxy Science Fiction Magazine | 9                |
| febbraio 1976      | ottobre 1977               | Galaxy Science Fiction          | Galaxy Science Fiction | Galaxy Incorporating Worlds of If | Galaxy Science Fiction          | 16               |
| novembre 1977      | dicembre 1977/gennaio 1978 | Galaxy                          | Galaxy                 | Galaxy Incorporating Worlds of If | Galaxy                          | 2                |
| febbraio 1978      | ottobre 1979               | Galaxy Science Fiction          | Galaxy Science Fiction | Galaxy Incorporating Worlds of If | Galaxy Science Fiction          | 10               |
| estate 1980        | estate 1980                | Galaxy                          | Galaxy                 | Galaxy                            | Galaxy                          | 1                |

Galaxy rimase una rivista in formato digest dal principio fino al 1979; l'ultimissimo numero venne pubblicato in formato pulp, essendo diventata una pubblicazione semiprofessionale issues prodotta da E. J. Gold. Il numero di pagine iniziò con 160; si ridusse a 144 pagine nel gennaio 1955, ma tornò ad aumentare a 192 nel febbraio 1959. Nel luglio 1969 il numero di pagine si riabbassò a 160; risalì a 192 con il numero di agosto–settembre 1970 e rimase stabile fino a quello di maggio–giugno 1971, quando si ridusse a 176. Da giugno 1974 a giugno–luglio 1979 tornò a 160 pages e poi scese a 128 pagine per il numero di chiusura del settembre–ottobre 1979. Le uscite singole del 1980 contavano 72 pagine. Le otto uscite pubblicate negli anni novanta avevano 96 pagine, tranne la prima, gennaio–febbraio 1994, che ne contava 56. Il prezzo iniziale era di 25 centesimi e cambiò in 35 cents da maggio 1958; 50 cents da febbraio 1959; 60 cents da dicembre 1964; 75 cents da agosto–settembre 1970; $1.00 da aprile 1975; 79 centesimi per il numero di agosto 1975; 95 cents da settembre 1975; $1.00 da maggio 1976; $1.25 da giugno 1977 e $1.50 per l'ultima uscita professionale nel 1980.

### Antologie derivate
Sono state pubblicate numerose antologie di storie da Galaxy. L'elenco che segue non comprende le ristampe benché in alcuni casi varino i contenuti, come ad esempio con l'edizione britannica di alcuni dei primi volumi.
| anno | curatore                                               | titolo                                                          | editore                |
| ---- | ------------------------------------------------------ | --------------------------------------------------------------- | ---------------------- |
| 1952 | H. L. Gold                                             | Galaxy Reader of Science Fiction                                | Crown, New York        |
| 1954 | H. L. Gold                                             | Second Galaxy Reader of Science Fiction                         | Crown, New York        |
| 1958 | H. L. Gold                                             | Third Galaxy Reader of Science Fiction                          | Doubleday, New York    |
| 1958 | H. L. Gold                                             | Five Galaxy Short Novels                                        | Doubleday, New York    |
| 1959 | H. L. Gold                                             | The World That Couldn't Be and Eight Other Novelets From Galaxy | Doubleday, New York    |
| 1959 | H. L. Gold                                             | The Fourth Galaxy Reader of Science Fiction                     | Doubleday, New York    |
| 1960 | H. L. Gold                                             | The Bodyguard and Four Other Short Novels From Galaxy           | Doubleday, New York    |
| 1961 | H. L. Gold                                             | The Mind Partner and Eight Other Novelets From Galaxy           | Doubleday, New York    |
| 1961 | H. L. Gold                                             | The Fifth Galaxy Reader of Science Fiction                      | Doubleday, New York    |
| 1962 | H. L. Gold                                             | The Sixth Galaxy Reader of Science Fiction                      | Doubleday, New York    |
| 1962 | Frederik Pohl                                          | Time Waits for Winthrop and Four Other Short Novels From Galaxy | Doubleday, New York    |
| 1964 | Frederik Pohl                                          | The Seventh Galaxy Reader                                       | Doubleday, New York    |
| 1965 | Frederik Pohl                                          | The Eighth Galaxy Reader                                        | Doubleday, New York    |
| 1966 | Frederik Pohl                                          | The Ninth Galaxy Reader                                         | Doubleday, New York    |
| 1967 | Frederik Pohl                                          | The Tenth Galaxy Reader                                         | Doubleday, New York    |
| 1969 | Frederik Pohl                                          | The Eleventh Galaxy Reader                                      | Doubleday, New York    |
| 1972 | "The Editors of Galaxy"                                | The Best From Galaxy, Volume I                                  | Award Books, New York  |
| 1974 | "The Editors of Galaxy"                                | The Best From Galaxy, Volume II                                 | Award Books, New York  |
| 1975 | Jim Baen                                               | The Best From Galaxy, Volume III                                | Award Books, New York  |
| 1976 | Jim Baen                                               | The Best From Galaxy, Volume IV                                 | Award Books, New York  |
| 1980 | Jim Baen                                               | Galaxy: The Best of My Years                                    | Ace, New York          |
| 1980 | Frederik Pohl, Martin H. Greenberg e Joseph D. Olander | Galaxy Magazine: Thirty Years of Innovative Science Fiction     | Playboy Press, Chicago |

I quattro volumi della serie Il meglio di Galaxy (The Best From Galaxy) sono stati editi in italiano nella collana Tascabili Mursia nel 1980. Sono state pubblicate in italiano anche altre raccolte tratte da Galaxy, tra le quali 1ª Antologia celebrativa di Galaxy. Civiltà domani (1970), a cura di Sandro Sandrelli, nella collana Science Fiction Book Club n.37 di CELT.

## Pubblicazioni collegate
Gli editori della rivista pubblicarono due collane sorelle di romanzi. La prima serie, Galaxy Science Fiction Novels, ebbe inizio nel 1950 con Schiavi degli invisibili (Sinister Barrier) di Eric Frank Russell; la World Editions pubblicò sette titoli e altri 28 la Galaxy Publishing Corporation di Guinn. I libri furono stampati inizialmente in formato digest (come la rivista) ma gli ultimi quattro titoli vennero ridotti al formato tascabile standard. Nel 1959 la collana fu venduta alla Beacon Books, che produsse altri 11 volumi. La Beacon era specializzata in pornografia softcore e modificò la maggior parte dei titoli dei libri per renderli più suggestivi. L'ultimo titolo, Sin in Space ("Peccato nello spazio", originariamente Outpost Mars) di Cyril Judd (uno pseudonimo di Cyril Kornbluth e Judith Merril), uscì nel 1961. Due anni dopo venne lanciata una seconda serie, Galaxy Magabooks; ognuno dei volumi consisteva di due romanzi brevi dello stesso autore. Ne furono pubblicati solo tre; l'ultimo, ...e la mia paura è grande/Baby ha tre anni (And My Fear Is Great/Baby Is Three) di Theodore Sturgeon, fu pubblicato nel 1964.